# The Glen Campbell Goodtime Hour
The Glen Campbell Goodtime Hour var en amerikansk TV-show ledd av artisten Glen Campbell från januari 1969 till juni 1972 och sändes på kanalen CBS. Campbell erbjöds att leda showen efter att varit gästprogramledare under sommaren 1968 på TV-showen The Smothers Brothers Comedy Hour. Som öppningssång för tv-programmet använde Campbell sin Grammybelönade låt "Gentle on My Mind", och de flesta avsnitt öppnades med orden "Hi, I'm Glen Campbell", antingen av Glen Campbell själv, eller av någon av hans gäster.
Programmet gästades av några av tidens största artister, exempelvis Cher, Johnny Cash, Jerry Reed, Anne Murray, Neil Diamond, Tom Jones och The Monkees. Även kända skådespelare, såsom John Wayne gästade programmet.

## Tittarsiffror (CBS sändningar)
| Säsong    | Ranking     | Rating                         |
| --------- | ----------- | ------------------------------ |
| 1968-1969 | #15         | 22.5                           |
| 1969-1970 | #20         | 21.0 (Tillsammans med Hee Haw) |
| 1970-1971 | Inte Top 30 | Inte Top 30                    |
| 1971-1972 | Inte Top 30 | Inte Top 30                    |